# آخرین چیزی که او می‌خواست
آخرین چیزی که او می‌خواست (به انگلیسی: The Last Thing He Wanted) یک فیلم سینمایی آمریکایی-بریتانیایی در ژانر تریلر سیاسی به کارگردانی دی ریس است که در سال ۲۰۲۰ منتشر شد.

## داستان
داستان یک روزنامه‌نگار روزنامه واشینگتن پست را روایت می‌کند که به‌طور غیرمنتظره‌ای وارد دنیای خطرناک خرید و فروش اسلحه می‌شود.